# Ігор Бенедейчич
Ігор Бенедейчич (словен. Igor Benedejčič, нар. 28 липня 1969, Копер) — словенський футболіст, що грав на позиції півзахисника. По завершенні ігрової кар'єри — тренер.
Виступав, зокрема, за клуби «Олімпія» (Любляна) та «Копер», а також національну збірну Словенії.

## Клубна кар'єра
У дорослому футболі дебютував 1991 року виступами за команду клубу «Копер», в якій провів один сезон, взявши участь у 33 матчах чемпіонату. 
Своєю грою за цю команду привернув увагу представників тренерського штабу клубу «Олімпія» (Любляна), до складу якого приєднався 1992 року. Відіграв за команду з Любляни наступні п'ять сезонів своєї ігрової кар'єри. Більшість часу, проведеного у складі люблянської «Олімпії», був основним гравцем команди.
Згодом з 1997 по 1999 рік грав у складі команд клубів «Рієка» та «Коротан».
1999 року повернувся до клубу «Копер», за який відіграв 5 сезонів.  Завершив професійну кар'єру футболіста виступами за команду «Копер» у 2004 році.

## Виступи за збірну
1992 року дебютував в офіційних матчах у складі національної збірної Словенії. Протягом кар'єри у національній команді, яка тривала 7 років, провів у формі головної команди країни 8 матчів, забивши 1 гол.

## Кар'єра тренера
Розпочав тренерську кар'єру, повернувшись до футболу після невеликої перерви, 2008 року, очоливши тренерський штаб клубу «Інтерблок».
Згодом з 2013 по 2018 рік тренував юнацькі збірні Словенії різних вікових категорій. 2018 року нетривалий час виконував обов'язки головного тренера національної збірної країни, яка під його керівництвом провела два матчі.

## Титули і досягнення
- Чемпіон Словенії: 1992, 1993, 1994, 1995
- Володар Кубка Словенії: 1993, 1996
- Володар Суперкубка Словенії: 1995